# Терёхин, Сергей Анатольевич
Серге́й Анато́льевич Терёхин (укр. Терьохін, род. 29 сентября 1963, Киев) — украинский экономист, переводчик и политик. Депутат Верховной Рады Украины шести созывов (1994—2005, 2006—2014). С февраля по сентябрь 2005 года министр экономики Украины (в правительстве Юлии Тимошенко).

## Биография
Окончил факультет международных отношений и международного права Киевского университета им. Шевченко (1986).
В 1986—1988 годах служил рядовым в Советской армии.
Трудовую деятельность начал в 1988 году экономистом отдела Октябрьского райисполкома Киева. В том же году он заработал на спекуляциях свой первый капитал: «В 1988 г. я и двое моих знакомых создали кооператив, поехали в Грузию, привезли оттуда много женских сапог и продали их по спекулятивной цене, наварив на каждой паре 10 рублей. И так несколько раз. Наконец вышла огромная на то время разница, за которую я смог купить квартиру — стоила она тогда тысячу долларов…» («День», 14 августа 1999 г.).
В 1988—1991 годах помощник председателя правления, председатель службы банковского маркетинга Украинского республиканского банка Внешэкономбанка СССР. В 1991—1992 годах начальник валютно-финансового отдела министерства внешних экономических связей Украины.
В 1992 году заведующий отделом валютной и финансовой политики экономической коллегии Верховной Рады Украины (департамент финансовой и внешнеэкономической политики). Во время премьерства Леонида Кучмы был заместителем министра экономики (1992—1993), главой департамента. Является автором 32 из 60 Декретов КМУ. Написанный им Декрет о валютном регулировании действует до сих пор.
После отставки возглавлял Украинский фонд поддержки реформ.
Впервые в Верховную Раду был избран в августе 1994 года (Комсомольский избирательный округ Полтавской области).
Занимал должность заместителя председателя парламентского комитета по вопросам финансов и банковской деятельности.
Стажировался в Венском экономическом университете (1990), Аспен-Институте (ФРГ), Агентстве международного развития (США).
В 1995 году научный исследователь Гарвардского университета.
В 1997 году вместе с Виктором Пинзеником был одним из семи основателей партии «Реформы и порядок» (ПРП) и до 2005 года был заместителем её председателя, был членом правления партии.
На парламентских выборах 1998 года победил в избирательном округе города Киева (одновременно баллотировался и по партийному списку ПРП под № 5, однако партия не преодолела избирательный барьер). В этом же округе одержал победу и весной 2002 года, а также в 2012 году. На парламентских выборах 2006 года прошёл по списку блока Юлии Тимошенко (под № 16), также как и на выборах 2007 года (под № 23).
Был членом фракций «Наша Украина» и блока Юлии Тимошенко, занимал должность заместителя председателя парламентского комитета по вопросам финансов и банковской деятельности.
В 2007—2010 годах председатель комитета по вопросам налоговой и таможенной политики.
С 1999 года Председатель Союза налогоплательщиков Украины.
Его ярая оппонентка Наталья Витренко называла его и Виктора Пинзеныка «чикагские мальчики» и обещала в случае своего прихода к власти отправить их на рудники.
«Я считаю себя экономически и политически очень правым», — отмечал он в 2002 году.
В 2005 году министр экономики Украины. На эту должность, по его словам, его пригласил Виктор Ющенко.
В октябре 2009 года депутат от Партии регионов Вадим Колесниченко заявил о фактах развращение несовершеннолетних в Артеке. Народный депутат Григорий Омельченко заявил, что в скандале фигурируют трое нардепов, как позже стало известно, среди них и Сергей Терёхин. Сам он свою причастность к этому отрицал.
По собственному утверждению, имеет «профессорскую степень Гарварда».
Автор налогового, валютного и страхового законодательства Украины. По состоянию на 1 июня 2010 года наиболее продуктивный депутат по количеству предложенных ним и принятых парламентом законов.
Жена — Светлана, преподаватель украинского языка и литературы, сын Кирилл (род. 1988) — магистр международной экономики, банкир, дочь Дарина (род. 2003).